# Тышица (Ровненская область)
Тышица (укр. Тишиця) — село в Березновской городской общине Ровненского района Ровненской области Украины.
До 2020 года входило в Березновский район.
Население по данным 2022 года составляло 1636 человек. Почтовый индекс — 34620. Телефонный код — 3653. Код КОАТУУ — 5620488601.